# Río Arija
Río Arija är ett vattendrag i Spanien.   Det ligger i regionen Katalonien, i den nordöstra delen av landet, 250 km nordost om huvudstaden Madrid.